# 최병순
최병순(崔炳淳, 1926년 ~ 1998년 1월 2일)은 대한민국의 군인, 공무원이다. 한국 전쟁에 참전하였으며 육군 대령으로 예편하였다.

## 경력
1947년 조선경비사관학교 3기로 임관했다. 1950년 한국전쟁 발발 당시 1사단 15연대 3대대장(소령)으로 참전하여 여러 전투에서 싸웠다. 이후 대령으로 예편하고 마산시장, 부산시 산업국장, 부산시 동래구청장, 부산시 서구청장, 부산시 보건사회국장 등을 역임했다. 1972년과 1978년에는 통일주체국민회의 대의원으로 활동하기도 했다. 
1998년 1월 2일 별세하였으며, 국립대전현충원에 안장되었다.